# Raven (brit együttes)
A Raven angol heavy/speed metal együttes. 1974-ben alakultak meg Newcastle-ben. A zenekar a brit heavy metal új hulláma (NWOBHM) irányzat képviselői közé tartozik.

## Története
John és Mark Gallagher testvérek, illetve Paul Bowden alapították. Híresek lettek látványos és energikus fellépéseikről, melynek során gyakran viseltek sportfelszerelést. E miatt és a zenéjük miatt az együttes "atletikus rock" megnevezéssel illeti magát. Első nagylemezüket 1981-ben jelentették meg. Albumaikat a Neat Records, Megaforce Records, Atlantic Records, Combat Records kiadók jelentetik meg. Az együttes a nyolcvanas években két kommerszebb, glam metal hangzású albumot is kiadott, amelyek erősen megosztották a rajongótábort és a közönséget egyaránt. Az elsőre, a "Stay Hard"-ra az Allmusic 1.5 pontot adott az ötből, de Martin Popoff már pozitívabb volt az albummal kapcsolatban, ő 6 ponttal értékelte a tízből. Az ezt követő "The Pack is Back"-re az Allmusic 2 pontot adott az ötből, míg Martin Popoff öt pontra értékelte.

## Tagjai
- John Gallagher – basszusgitár, ének (1974-)
- Mark Gallagher – gitár, vokál (1974-)
- Mike Heller – dobok (2017-)

Korábbi tagok
- Paul Bowden – gitár, vokál (1974-1979)
- Paul Sherrif – dobok (1975-1976)
- Mike Kenworthy – dobok (1976-1977)
- Sean Taylor – dobok (1977-1979)
- Pete Shore – gitár, vokál (1979-1980)
- Rob Hunter – dobok (1980-1987)
- Joe Hasselvander – dobok (1987-2017)

## Diszkográfia
- Rock Until You Drop (1981)
- Wiped Out (1982)
- All for One (1983)
- Stay Hard (1985)
- The Pack is Back (1986)
- Life's a Bitch (1987)
- Nothing Exceeds Like Excess (1988)
- Architect of Fear (1991)
- Glow (1994)
- Everything Louder (1997)
- One for All (2000)
- Walk Through Fire (2009)
- ExtermiNation (2015)
- Metal City (2020)